# P.A.O.K. Sports Arena
PAOK Sports Arena (Grieks: Κλειστό γήπεδο ΠΑΟΚ, Kleistó gípedo PAOK) is een overdekte arena in Pylaia, Thessaloniki, Griekenland. De arena organiseert de herenbasketbal-, damesbasketbal- en herenvolleybalafdelingen van de multisportclub PAOK.
PAOK Sports Arena is de grootste particuliere arena in Griekenland. Het werd geopend in 2000 en in hetzelfde jaar organiseerde het de finale van de EuroLeague en de Griekse Cup. Het is gebouwd op land geschonken door Ioannis Dedeoglou, waarvoor PAOKBC jaarlijks een toernooi ter ere van hem organiseert. Het heeft 8.142 zitplaatsen voor fans en 502 parkeerplaatsen.
De volleybalafdeling van PAOK moest wachten tot 2002 om het stadion in gebruik te nemen. De arena omvat ook een trainingsfaciliteit, clubkantoren, winkels en een museum gewijd aan de PAOK-basketbalclub. De arena werd in 2016 gerenoveerd.

## Galerij

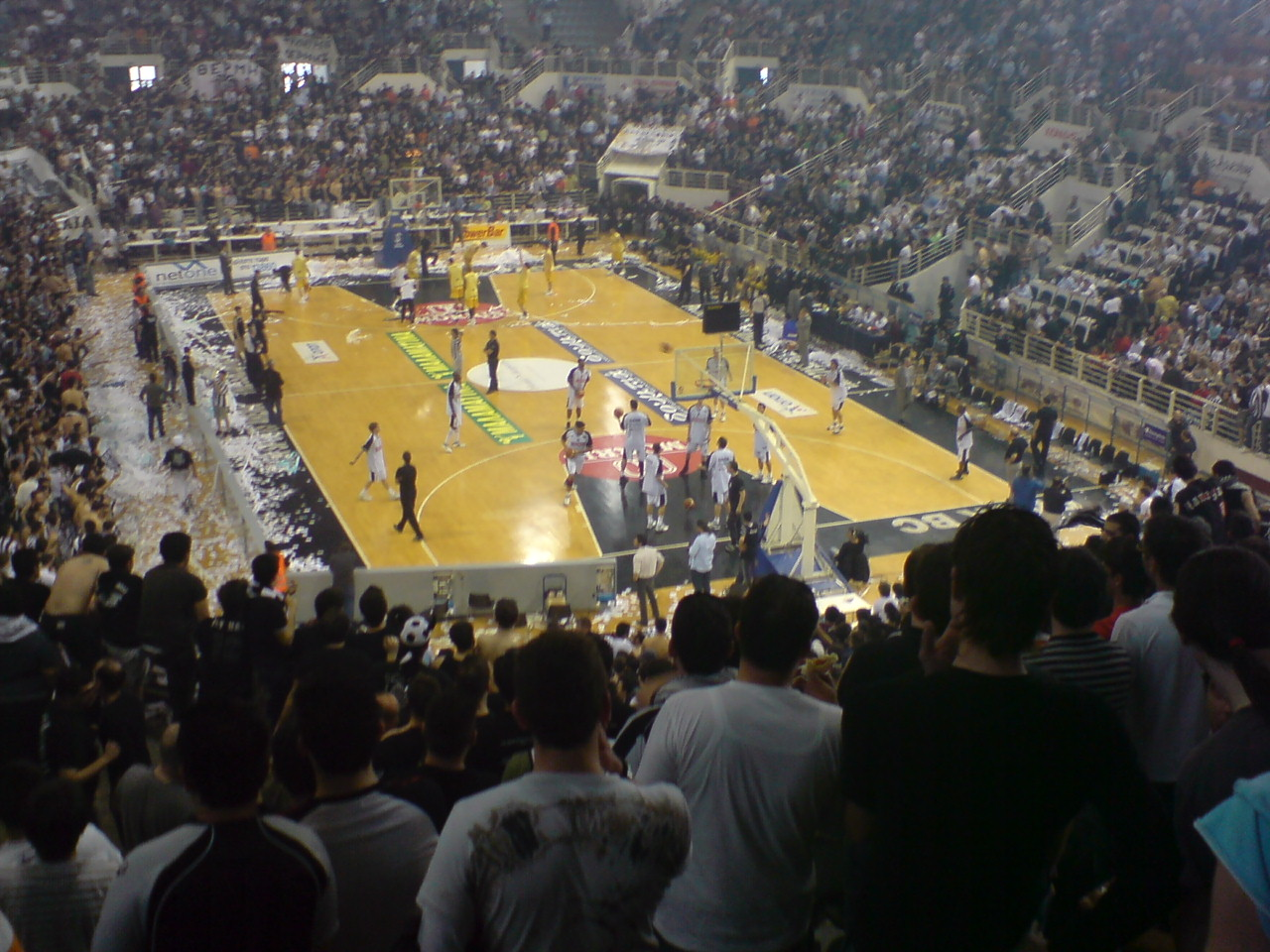
Wedstrijd tussen PAOK en Aris, in april 2008